# Dolores Bolarín
María Dolores Bolarín Sánchez, née le 31 mars 1950 à Ceutí, est une femme politique espagnole membre du Parti populaire (PP).
Elle devient députée de la circonscription de Murcie en juin 2011 et en novembre 2017.

## Biographie

### Vie privée
Elle est veuve et mère de trois enfants.

### Études et vie professionnelle
Elle est titulaire d'un diplôme en histoire des arts et en décoration, obtenu en 1972 à l'École de l'Art de Murcie. En 1994, elle obtient un diplôme en éducation physique de l'université pontificale de Salamanque. Entre 1998 et 1999, elle suit une formation d'animatrice socio-culturelle. Elle décroche un diplôme en protocole des entreprises et des institutions en 2009 grâce à l'université nationale d'enseignement à distance (UNED).
Elle commence ses activités professionnelles en 1968 lorsqu'elle devient gérante administrative du sanatorium Virgen de la Vega situé dans la région de Murcie. Entre 1970 et 1975, elle travaille comme auxiliaire technique au CMEDE. En 1983, elle fonde le Centre culturel de la Femme San Antolín et en devient présidente jusqu'en 2017. De 1997 à 2009, elle exerce en tant que professeure d'activités physiques dans des maisons de retraite et auprès des femmes. En 2005, elle collabore avec la chaine de télévision régionale et, en 2008, avec la revue « Tribuna la Muralla ». Cette même année, elle est choisie pour représenter la région de Murcie au dixième congrès international intitulé « Mondes de femmes » et organisé par l'université complutense de Madrid.

### Activités politiques
Devenue secrétaire à la Politique sociale du Parti populaire de la région de Murcie (PPRM) en 2009, elle intègre la junte du district Centre-est de la ville de Murcie.
Lors des élections générales de mars 2008, elle est inscrite en huitième position sur la liste présentée par le parti dans la circonscription de Murcie et conduite par Pilar Barreiro. Avec 469 380 voix (61,24 %), le parti remporte sept des dix sièges de députés en jeu et elle n'est pas élue. Elle fait néanmoins son entrée au Congrès des députés en juin 2011 à la suite de la démission d'Alberto Garre, élu premier vice-président du bureau de l'Assemblée régionale de Murcie. Elle devient alors membre de la commission de l'Intérieur, de celle de l'Environnement, de l'Agriculture et de la Pêche et de la commission pour les politiques d'intégration du handicap. De nouveau investie en huitième position lors du scrutin législatif de novembre 2011, elle est directement élue après que le parti a obtenu 64,22 % des suffrages et huit mandats de députés. Confirmée à la commission du handicap, elle devient membre de la commission de la Santé et des Services sociaux et de la commission de la Culture ainsi que porte-parole adjointe à celle de l'Égalité.
Elle est remontée d'un cran et occupe la septième place à l'occasion des élections législatives de décembre 2015 sur la liste de Teodoro García Egea. Elle est toutefois contrainte à abandonner la chambre basse des Cortes après que le parti a perdu trois des huit mandats qu'il détenait. La situation se répète à l'issue du scrutin anticipé de juin 2016 mais elle fait son retour au palais des Cortes après la démission de Francisco Bernabé, en novembre 2017, nommé déléguée du gouvernement dans la région de Murcie. Elle est alors affectée aux fonctions de porte-parole adjointe à la commission des Affaires étrangères.